# De Koningin van Montmartre
De Koningin van Montmartre is een Nederlandse opera comique in drie bedrijven van Vada Ennem op een libretto van Denn Spranklin. Het stuk ging in première op 5 november 1921 in het Amsterdamse Paleis voor Volksvlijt. Het verhaal speelt zich af in Parijs.

## Verhaal

### Eerste bedrijf
In Montmartre, in de kroeg 'Chez Ma Tante', komen 's avonds de apachen (gangsters) samen, waaronder de beruchte Jacques. Ook Zí-Zí komt haar oude vrienden opzoeken, al heeft zij de apachen verlaten en is zij nu een minnares van Marcel, de zoon van Baron de Mont Brisson. Odette, die niets met de apachen te maken wil hebben en daarom spottend "Koningin van Montmartre" wordt genoemd, is in de kelder op zoek naar haar vader Luc, een gemoedelijke oude gauwdief. Luc is vlak daarvoor een bal van de Mont Brissons binnengeslopen en betrapt. Hij weet echter aan de politie te ontsnappen en valt de kelder binnen. Odette, die eens door de auto van Marcel is aangereden en daarna op zijn kosten is verpleegd, haalt haar vader over om samen te proberen bij de Mont Brissons binnen te komen. Als de jaloerse Zí-Zí dit hoort, bewerkt zij Jacques om hen te volgen. Jacques, wiens liefde voor Odette nooit beantwoord is, is maar al te verheugd zich op haar te kunnen wreken.

### Tweede bedrijf
Het is Odette en Luc gelukt om bij de Mont Brissons binnen te komen. Daar worden ze per abuis aangezien voor twee visiterende Amerikanen, Mr. Hopton en zijn dochter. Odette en Marcel worden langzaam maar zeker verliefd op elkaar. Na enige tijd lukt het ook Zí-Zí en Jacques om op sluwe wijze binnen te komen. De verhouding tussen Odette en Marcel is intussen innig geworden, en de Baron kondigt de verloving van zijn zoon met 'Miss Hopton' aan. Juist op dit moment stapt Jacques naar voren en 'ontmaskert' Odette als een beruchte apachemeid. Diep vernederd verlaten Odette en haar vader de woning van de Mont Brissons.

### Derde bedrijf
Een tijd later. Luc heeft een baantje als kelner in het nachtrestaurant 'La Pompadour' om aan de kost te komen. Odette heeft hem verlaten en geschreven dat zij niet bij hem terugkeert tot hij een beter leven begonnen is. Als Marcel op een nacht het restaurant bezoekt, leest Luc de brief aan hem voor. Ook de echte Mr. Hopton komt dineren in "La Pompadour", en wordt door Luc herkend als zijn oude vriend Pierre, die jaren geleden Parijs verliet om in Amerika fortuin te zoeken. Na een hevige scène wordt alles opgehelderd en staat niets Odette en Marcel nog in de weg voor hun toekomstig geluk.

## Personages
- Odette, de 'Koningin van Montmartre'
- Luc, haar vader
- Jacques de Apache
- Zí-Zí
- Baron Anatole de Mont-Brisson
- Barones Josephine de Mont-Brisson
- Marcel, hun zoon
- Ma Tante, eigenaresse van de kroeg
- Mr. Hopton, Amerikaans miljonair
- Miss Hopton, zijn dochter
- Jean, bediende bij de Mont-Brissons
- Een gérant
- Apachen-koor (ensemble)

## Muzikale nummers

### Eerste bedrijf
- Vive la Ville Lumière - Apachen-koor
- Lied van Zí-Zí - Zí-Zí en Apachen-koor
- Lied van Jacques - Jacques en Apachen-koor
- Entree Odette - Odette
- Lied van Luc - Luc en Apachen-koor
- Koningin van Montmartre (wals) - allen

### Tweede bedrijf
- Josefien - Baron en Barones de Mont-Brisson
- Duet - Odette en Marcel
- Duet - Zí-Zí en Baron de Mont-Brisson
- Omaha Shimmy - Luc
- Ik wil jou alleen - Jacques
- Finale - allen

### Derde Bedrijf
- Geldlied - Jacques
- Finale - allen